# Комнатов, Геннадий Викторович
Генна́дий Ви́кторович Комнатов (18 сентября 1949, дер. Желанное, Одесский район, Омская область — 1 апреля 1979, Омск) — советский велогонщик, олимпийский чемпион в командной гонке на 100 километров (1972). Заслуженный мастер спорта СССР (1972).

## Биография
Родился селе Желанное Омской области. С детства занимался спортом и художественной самодеятельностью.
Окончил Омский институт физической культуры, из дома на учёбу в институт добирался только на велосипеде. Стал одним из сильнейших велосипедистов-шоссейников СССР, в начале 1970-х годов был зачислен в сборную страны.
На Олимпийских играх 1972 года в Мюнхене, в упорной борьбе, советская команда из четырёх велогонщиков в составе Геннадия Комнатова, Валерия Лихачёва, Бориса Шухова и Валерия Ярды завоевала золотые медали в командной гонке на 100 километров.
1 апреля 1979 года погиб в автомобильной катастрофе. Похоронен на Старо-Северном мемориальном кладбище рядом со своим тренером Леонидом Ивановичем Живодёровым.

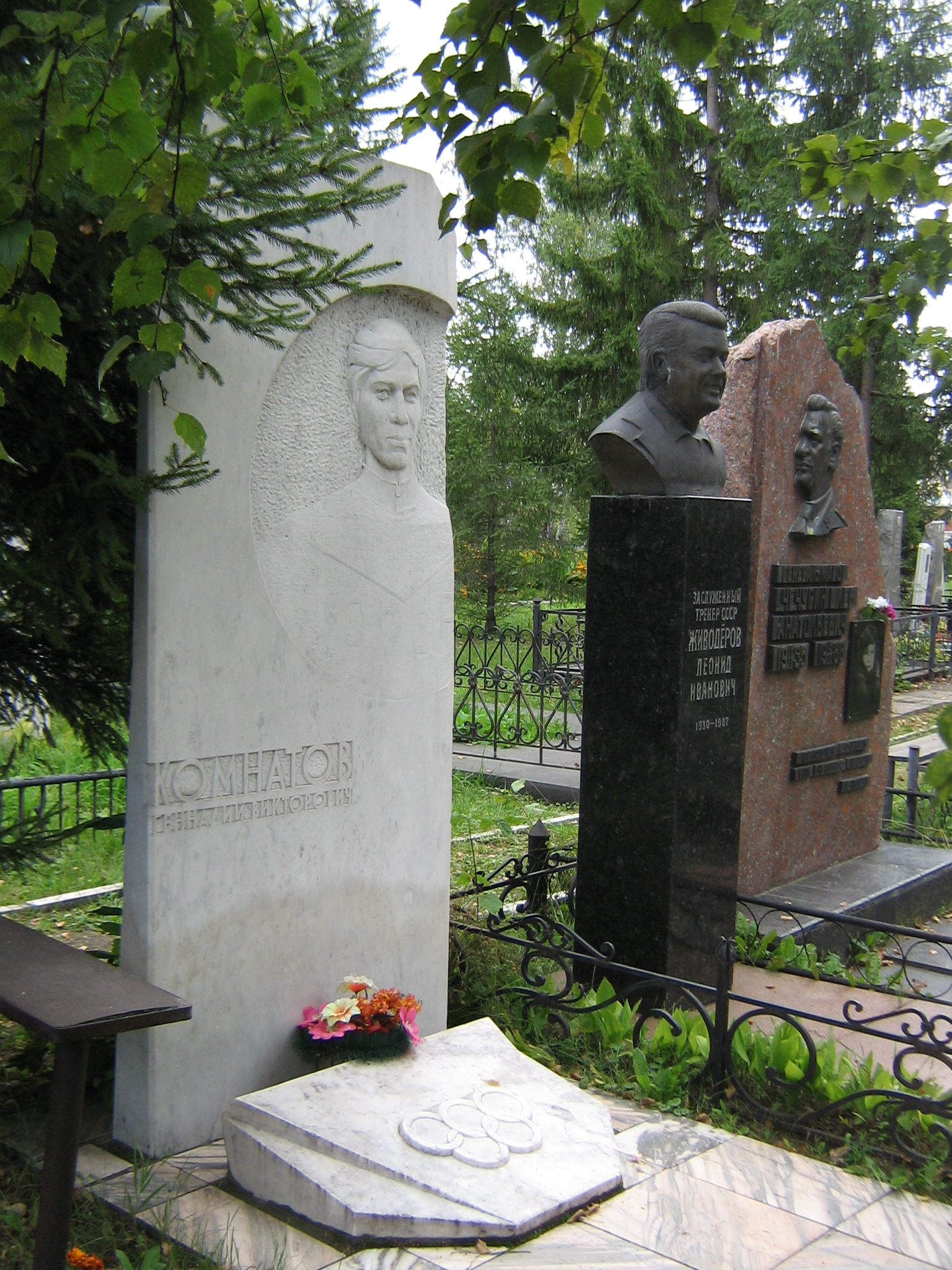
Памятник на могиле Г.В. Комнатова

## Достижения и награды
- Орден «Знак Почёта»[1]
- Заслуженный мастер спорта.[2]
- Двукратный чемпион Советского Союза [2]
- Трёхкратный серебряный призёр чемпионатов мира.[2]
- Олимпийский чемпион в командной гонке на 100 километров (1972). Считается первым олимпийским чемпионом от Омска.[2]

## Память
- Памятник в центре села Желанное.[3]
- Мемориальная доска в школе села Желанное (1987)[4]
- Мемориальная доска на доме в Омске (2010), в котором жил спортсмен.[4]
- улица в селе Желанное.
- В 2010 в Омске на фасаде здания, где проживал Комнатов (ул. Красный путь, 28) была установлена мемориальная доска.
- С 1980 в память о Комнатове в Омске проводится Всероссийская велогонка.

## Семья
- Братья: Василий Викторович и Станислав Викторович — тренеры по велосипедному спорту.
- Племянница: Екатерина Васильевна Комнатова — велогонщица.